# Clostera obsoleta
Clostera obsoleta är en fjärilsart som beskrevs av Barend J. Lempke 1959. Clostera obsoleta ingår i släktet Clostera och familjen tandspinnare. Inga underarter finns listade i Catalogue of Life.